# Acanthogonatus mulchen
Acanthogonatus mulchen là một loài nhện trong họ Nemesiidae.
Acanthogonatus mulchen được miêu tả năm 1995 bởi Goloboff.